# Hôtel du 28 rue Geoffroy-l'Asnier
L’hôtel du 28 rue Geoffroy-l'Asnier est un hôtel particulier situé à Paris en France.

## Localisation
Il est situé au 28 rue Geoffroy-l'Asnier, dans le 4e arrondissement de Paris.

## Histoire
La rampe d'escalier en fer forgé fut inscrite au titre des monuments historiques le 29 mars 1928. Cette rampe fut déplacée et mise dans un immeuble au 21 rue Boissonade dans le 14e arrondissement de Paris. Cette rampe fut déclassée des monuments historiques le 7 octobre 2008.